# 胶质刺银耳
胶质刺银耳（学名：Pseudohydnum gelatinosum）是属于银耳目银耳科刺银耳属的一种真菌，单生、散生、群生于针叶林及针阔叶混交林中的较阴湿环境下的冷杉、云杉、云南松等朽木上及朽树桩上。该种分布于中国、日本、巴西、巴拿马、牙买加、印度尼西亚、圭亚那、欧洲、玻利维亚、美国、墨西哥等地。

## 变种
胶质刺银耳疏齿变种（学名：Pseudohydnum gelatinosum var. paucidentata）是属于银耳目银耳科刺银耳属的一种真菌，群生于阔叶林中阴湿环境下的腐木上及腐树桩上。该种分布于中国、美国。